# كارلوس بلانكو (كاتب)
كارلوس بلانكو (بالإسبانية: Carlos Blanco Pérez)‏ هو عالم مصريات وفيلسوف وكاتب ومستشرق إسباني، ولد في 7 مارس 1986 في مدريد في إسبانيا.